# Ruth Peter Worth
Ruth Peter Worth à l’origine Ruth Wertheimer, est née le 10 avril 1915 à Halberstadt en Allemagne et elle est décédée le 7 février 1997 aux États-Unis, elle est une lesbienne juive rescapée de la Shoah, immigrante américaine.

## Biographie

### Enfance
Née en Allemagne le 10 avril 1915 à Halberstadt, Ruth est issue d’une famille bourgeoise.
Alors qu’elle est enfant, sa famille part s’installer à Berlin. La famille de Ruth a une entreprise de confection et se spécialise dans la réparation de corsets et de vêtements féminins dédiés à une clientèle très aisée. Après le décès de son père Léopold Wertheimer en 1918, sa mère, Elli Bendix, se remaria avec un producteur de film, Isräel Rosenfeld. À la suite de ce remariage, Ruth choisit d’angliciser son nom de famille en Worth.
Jeune femme, Ruth prend consciente de son attirance amoureuse pour les femmes et choisit d’ajouter Peter à son nom et d’utiliser parfois Peter comme prénom. Ce choix est une façon pour elle de signifier publiquement son orientation sexuelle à celles et ceux qui lui ressemblent. Autre signe visible de son identité, de ses attirances érotiques et sentimentales, ses cravates d’homme qu’elle porte parfois bien que ses vêtements soient la plupart du temps conformes aux attentes sociales concernant la condition féminine.

### Montée de l’antisémitisme en Allemagne
À partir de la fin des années 1920, l’antisémitisme se fait de plus en plus virulent et toute la famille de Ruth en souffre. Alors que Ruth suit un enseignement à la Rackow Handelsschule à Berlin, au printemps 1932 l’antisémitisme de ses professeurs et camarades de classe l’oblige à abandonner ses études. Ruth souhaitait obtenir son diplôme afin de pouvoir travailler à un poste qualifié. En 1935, elle rentre à la Fuerstin– Bismarck School, une école de commerce à Berlin. Elle y noue une amitié avec Édith Margot Alexandre.

### Fuite vers la France puis vers les États-Unis
Ruth Peter Worth fuit avec sa mère l’Allemagne pour Paris le 16 novembre 1938 avec, sur son passeport indiqué « J » pour juif. L'anthropologiste américaine Esther Newton (en), qui a interviewé Ruth Peter Worth, se souvient « après que Peter et sa mère allèrent à Paris, elles furent internées, tout comme beaucoup de réfugiés allemands dont la plupart voire tous étaient juifs, dans un camp de concentration appelé Gurs. De façon assez ironique durant cette période avant l'invasion allemande en France, ces gens étaient considérés comme des étrangers. Newton suggère que cette incarcération était peut-être juste une excuse pour punir les juifs allemands). Selon ce que Peter m’a dit, elle flirta (ou peut-être plus) avec une femme faisant partie des gardes ou de l’administration qui ensuite les aida à sortir. »
La preuve de son internement au camp de Gurs se trouve à la Baeck Institute où est conservée une partie des archives de Ruth Peter Worth dont le document intitulé « avis de libération du camp d'internement de Gurs, 21 juin 1940 ». Ruth Peter Worth et sa famille organisent le 24 décembre 1940 leur départ pour les États-Unis. On retrouve dans une lettre que son oncle William Bendix lui adresse la référence à l’aide qu’il a demandée au « comité d’urgence ». Son oncle est alors déjà installé dans le Queens à New York. Il précise dans sa lettre que le comité ne s’occupe que des cas politiques mais qu’ils considèrent Ruth et sa mère comme telles puisque leur famille faisait partie de la ligne antinazie ainsi que du parti démocrate allemand (dont l’oncle William Bendix se présente comme un membre fondateur).
Esther Newton précise que Ruth Peter Worth et sa mère organisent par elles-mêmes en 1941 leur fuite via le Portugal pour enfin arriver aux États-Unis. Une fois arrivées, elles décident de vivre à New York. On trouve dans les index d’enregistrement de demande de naturalisation comme postulant à la citoyenneté américaine à la cour de justice de New York le nom de « Ruth Peter Worth »[réf. nécessaire] Le choix de Ruth d’inclure le prénom masculin « Peter » qu’elle s’est choisie dans ce document officiel est un acte de résistance aux normes et conventions sociales de son époque. Elle affirme ainsi son orientation sexuelle[réf. nécessaire].

### Après-Guerre
Ruth Peter Worth travaille comme employée de bureau au City College de New York de 1943 à 1949. Puis de 1949 à 1958, elle est secrétaire administrative dans un des départements Hunter College. Esther Newton précise « c'était une personne humble et elle n’exprimait jamais de ressentiment à mon égard sur le fait qu’elle était surqualifiée pour le job ».
En 1946, Ruth Peter Worth achète une petite maison à Cherry Grove, New York (en), où une petite communauté connue de lesbiennes et de gays se retrouve. Elle passe tous ses étés dans cette maison et devint une personnalité discrète de cette communauté où elle adore se promener avec son chien. Elle est connue de tous sur l’île sous le nom de « Peter »[réf. nécessaire].

### Transmission de son histoire
L'anthropologie Esther Newton (en) rencontre Ruth Peter Worth le 29 août 1986 alors qu’elle écrit l’histoire de Cherry Grove. Son travail est publié en août 1993 et fait 26 fois référence à Ruth Peter Worth. Esther Newton rapporte que « malgré le fait qu'elle avait des idées de gauche en politique, Worth était intensément patriotique et à chaque fois que je faisais mine de critiquer la politique de Reagan, elle me rappelait que l’Amérique lui avait donné un refuge et qu’il n’y avait aucun autre endroit, à sa connaissance, où les garçons et les filles gays pouvaient être si libres ».
Katherine Linton interviewe également Ruth Peter Worth pour In the Life, le magazine télévisé LGBT produit à New York qui passa sur les écrans pour la première fois le 27 octobre 1996, Ruth Peter Worth a alors 81 ans[réf. nécessaire].
Quand Philis Raskind devint une habitante d’été à Cherry Grove, elle se souvient qu’en 1991 « J’ai remarqué cette vieille femme (Peter Worth) calme et intéressante, qui se promenait dans la communauté chaque matin avec son petit caniche miniature, Cherry. Quand bien même je lui aurais dit bonjour chaque jour, elle n’aurait jamais fait plus que hocher la tête dans ma direction. Décidé à faire sa connaissance, je savais que le chemin vers son cœur passait par Cherry. J’ai commencé à apporter des friandises, à m’arrêter et caresser le chien, qui me chercha immédiatement lors de ses promenades. Finalement, Peter commença à me parler. » En 1996, Philis Raskind devint voisine de Ruth Peter Worth en achetant une maison à Cherry Grove. Elles sont des amies proches. Ruth Peter Worth lui raconte sa jeunesse, sa fuite vers les États-Unis ainsi que sa vie sentimentale et sexuelle[réf. nécessaire].

### Son choix de décider de mettre fin à ses jours
Ruth Peter Worth est marquée par les fins de vie de ses vieilles amies qui sont impuissantes à décider de mettre un terme à leurs vies alors qu’elles se retrouvent dans de terribles situations de santé physique et mentale. Ruth Peter choisit de mettre fin à ses jours le 7 février 1997 en avalant des médicaments. Philis Raskind se rappelle avoir trouvé Ruth Peter Worth « assise (un peu inclinée) dans son lit, avec un bloc et un crayon à la main comme si elle essayait d'écrire un dernier message au monde. »

### Dons et legs de ses biens et archives
Ruth Peter Worth a fait une importante donation à la Lambda Legal (en) (Lambda Legal Defense & Education Fund), l'organisation nationale chargée d’atteindre la pleine reconnaissance des droits civils des lesbiennes, gays, bisexuels, transgenres et des personnes atteintes du VIH. Cette donation provient de la compensation financière qu’elle obtient du gouvernement allemand pour la confiscation de propriété et la perte de revenus liés aux politiques du régime nazi. Elle décide de faire un legs important à SAGE (en) (Services & Advocacy for GLBT Elders), l'organisation la plus ancienne et la plus importante des États-Unis chargée d'améliorer la vie des seniors lesbiennes, gays, bisexuels et transgenres (LGBT)[réf. nécessaire].
Esther Newton est choisie par Ruth Peter Worth comme exécutrice testamentaire. Esther Newton décide de déposer les papiers de Ruth Peter à la Baeck Institute, centre d’archives de l’Histoire des juifs de langue allemande à New York.
Quant à Amber Hollibaugh, elle reçoit en héritage la maison de Ruth Peter à Cherry Grove[réf. nécessaire].